# Lisa Eckhart
Pour les articles homonymes, voir Eckhart.
Lisa Eckhart, de son nom civil Lisa Lasselsberger, née le 6 septembre 1992 à Leoben, en Styrie, est une cabarettiste, slameuse et écrivaine autrichienne.

## Biographie

### Origine et formation
Lisa Lasselsberger,,, grandit d'abord à Sankt Peter-Freienstein chez ses grands-parents, sa mère étudiant encore. À l'âge de six ans,, elle rejoint ensuite ses parents à Graz. En 2009, elle y obtient sa maturité au lycée Liebenau, avant d'étudier la germanistique et la slavistique à la Sorbonne-Nouvelle à Paris. Après avoir enseigné un an à Londres, elle achève un master à l'Université libre de Berlin,. Sa première thèse de master sur la féminité et le national-socialisme d'après le journal de Joseph Goebbels (Weiblichkeit und Nationalsozialismus, ausgehend von Joseph Goebbels’ Tagebüchern) se voit refusée tandis que la seconde sur la figure du Diable dans la littérature germanophone est acceptée. Après ses études, elle s'investit dans le slam, participant au séminaire du germaniste Reinhart Meyer-Kalkus à l'Université de Potsdam sur le sujet.
Son nom de scène, Eckart, est celui de son père. Elle est naturellement germanophone, mais aussi francophone, russophone et anglophone.

### Parcours artistique

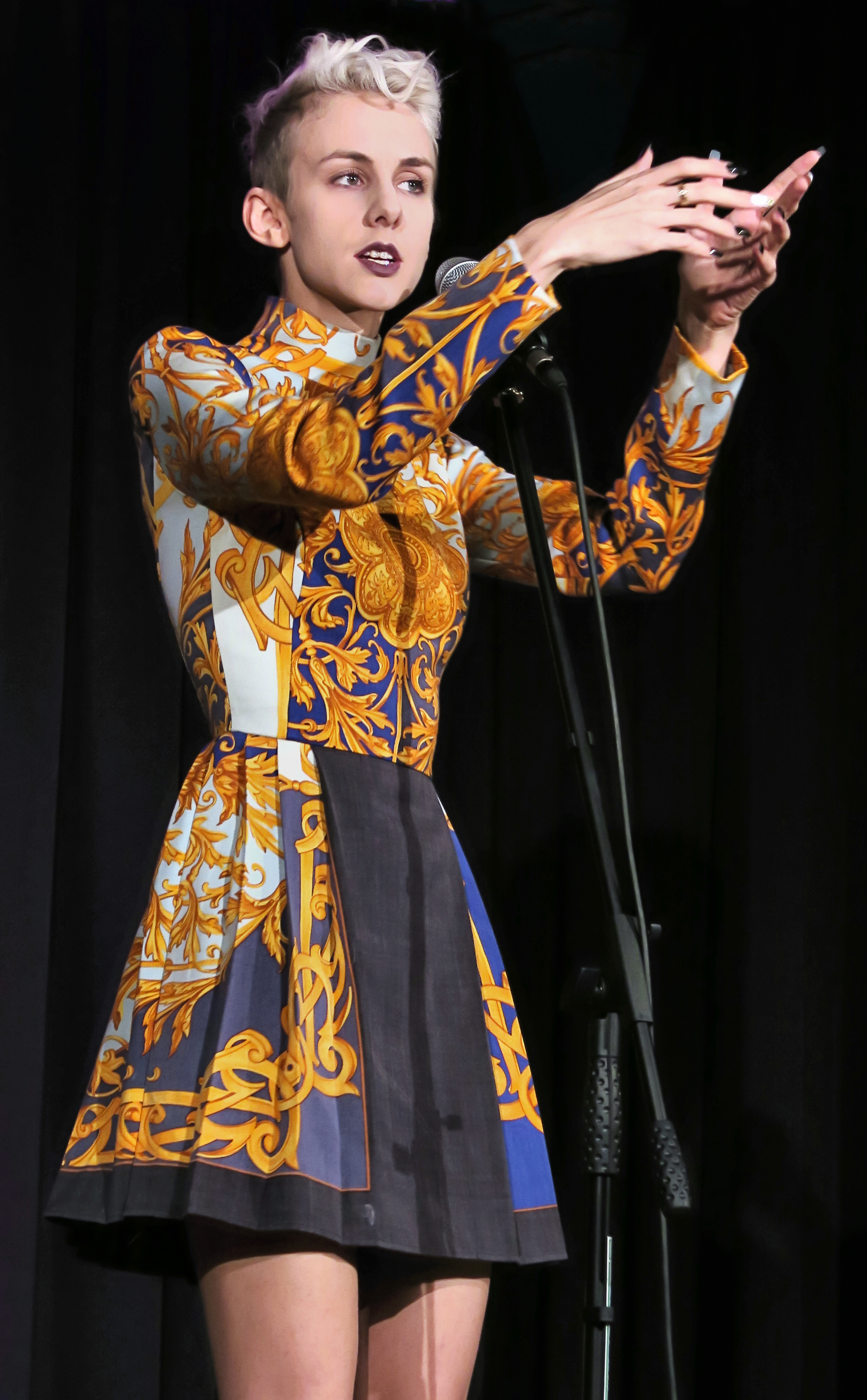
Spectacle Als ob Sie Besseres zu tun hätten (Comme si vous aviez mieux à faire), en janvier 2018.

En 2015, elle remporte le concours autrichien de slam mais perd de peu son équivalent allemand face au vainqueur Jan Philipp Zymny.
La même année, elle commence son spectacle solo de cabaret Als ob Sie Besseres zu tun hätten pour lequel elle reçoit le prix autrichien du cabaret.
En 2016, elle intervient sur Bayrischer Rundfunk ainsi que sur ORF1, puis, à partir de 2017, sur ORF2 et sur WDR.
En 2018, elle commence son second spectacle Die Vorteile des Lasters (les avantages du vice). En 2019, elle participe très régulièrement à l'émission de cabaret hebdomadaire de l'ARD nuhr im Ersten.
Présenté en 2020, son livre Omama est un succès de librairie mais est relativement mal accueilli par la critique,.

### FestivalHarbour Front
En août 2020, le Spiegel rapporte l'annulation de la venue de Lisa Eckart au festival de littérature hambourgeois Harbour Front. Les organisateurs de l'évènement « ne pourraient pas garantir la sécurité des visiteurs et de l'artiste » en raison de protestations quant à sa venue dans un quartier « notablement très à gauche ». La maison d'édition d'Eckart informe les organisateurs que celle-ci refuse de tenir ses conférences en distanciel.
L'écrivain Sasha Reh proteste contre cet état de fait en annulant sa propre conférence dans cet évènement « qui ne se positionne pas clairement pour le droit à la liberté artistique et à la liberté d'expression, même lorsqu'il y a des contestations ». Dans une lettre ouverte, la présidente de la section allemande de PEN International Regula Venske va plus loin et compare l'hostilité rencontrée par la cabarettiste à celle à laquelle Erich Marie Remarque fit face lors de la publication d'A l'Ouest, rien de nouveau.
À la suite de l'incident, l'image de l'écrivaine est utilisé par le groupe Alternative für Deutschland de la Hesse, mouvance politique dont Lisa Eckert se distance catégoriquement,.
Ultérieurement, les présumées menaces relatives à sa venue au festival hambourgeois se sont révélées fausses, la polémique sera qualifiée de « débat fantôme » dans le Zeit.

## Critiques
Les polémiques autour de l'artiste remontent à son spectacle satirique Die Heilige hat BSE (La vache sacrée a la vache folle), accusé d'antisémitisme. En effet, elle y pose la question rhétorique : « Que doit-on faire lorsque les intouchables commencent à toucher d'autres gens ? ». Elle fait référence aux accusations de viols touchant des personnalités juives (Harvey Weinstein, Roman Polansky), noires (Bill Cosby, Morgan Freeman) et homosexuelles (Kevin Spacey). Il s'agirait du « cauchemar érotique du politiquement correct ». 

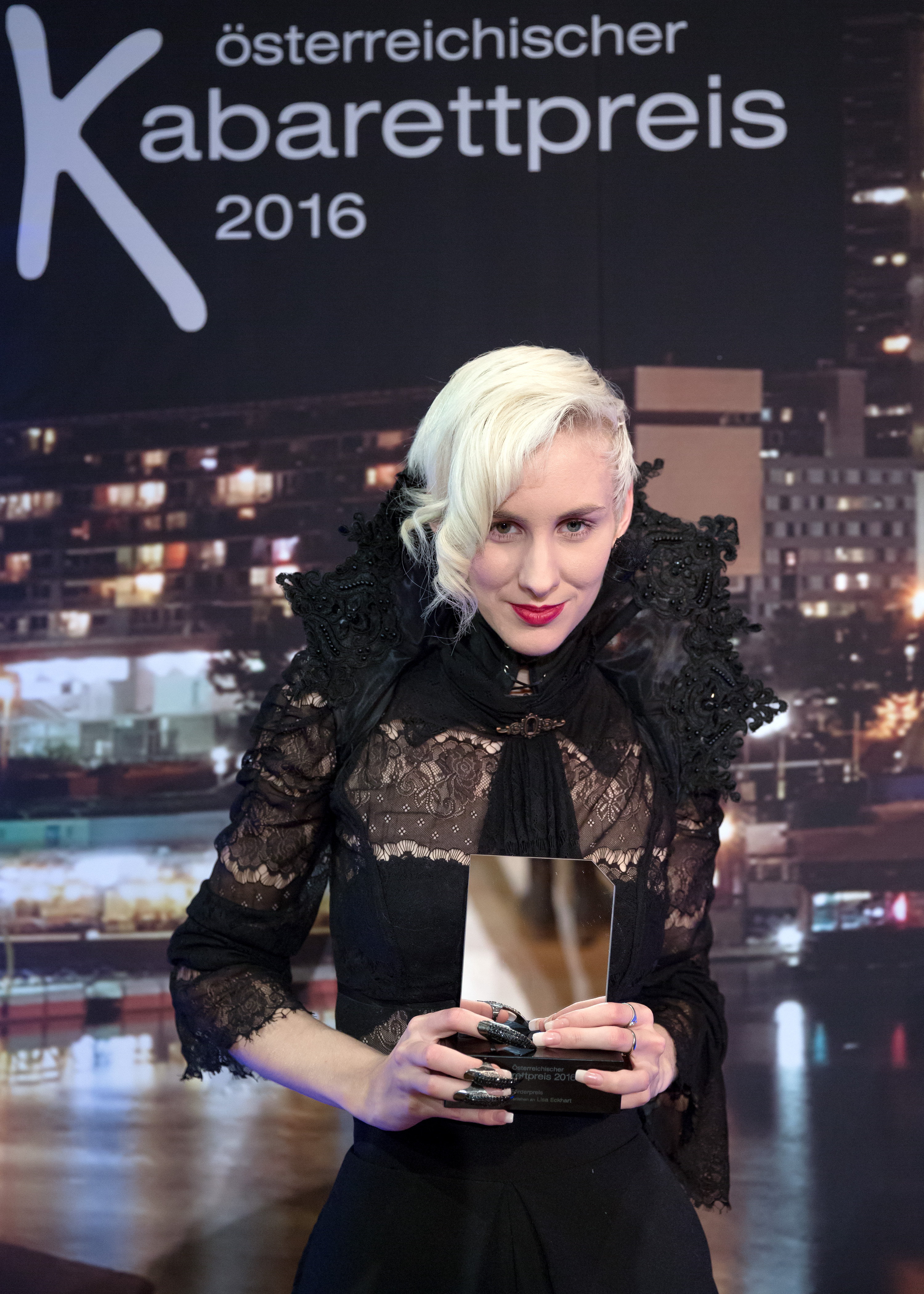
Lisa Eckhart avec le Prix du cabaret autrichien 2016

Le 9 novembre 2021, les propos d'Eckart font encore polémique lorsqu'elle déclare : « Pourquoi, en humour, les Juifs ont-ils deux longueur d'avance sur les femmes ? » (en allemand, « longueur d'avance » se dit « Nasenlänge » soit littéralement « longueur de nez »). Sa blague est qualifiée d'antisémite par certains médias.

## Distinctions
- 2014 : Annenstrasse-Weibsbilder-Preis 2014[25]
- 2016 : Prix du cabaret autrichien[12]
- 2017 : Freistädter Frischling[26]
- 2017 : Berliner Bär
- 2017 : Prix Panthéon
- 2017 : Prix du cabaret allemand[27]
- 2018 : Prix du cabaret allemand[28]
- 2018 : Prix du cabaret hessien
- 2019 : Salzburger Tier[29]
- 2020 : Sprachwahrer des Jahres
- 2020 : Leipziger Löwenzahn